# Хохлов, Юрий Николаевич
Ю́рий Никола́евич Хохло́в (2 февраля 1922, Торжок, Тверской губернии — 2 июля 2010, Москва) — советский и российский музыковед

, доктор искусствоведения, заслуженный деятель искусств Российской Федерации (2005). Инициатор создания и первый председатель русского Шубертовского общества.

## Биография
- 1951 — Окончил Московскую консерваторию (по классу Р. И. Грубера и В.Цуккермана).
- 1954 — Окончил аспирантуру при Московской консерватории (по классу Р. И. Грубера).
- 1955 — Редактор книжных изданий Музфонда.
- С 1955 — Член Союза композиторов СССР.
- 1956—1966 — Старший редактор Книжной редакции издательства «Музгиз».
- С 1967—1976 — Старший научный редактор издательства «Советская энциклопедия». Заместитель главного редактора «Музыкальной энциклопедии».
- 1978 — избран почетным членом Международного Шубертовского института (Вена)
- С 1982 — Старший (ведущий) научный сотрудник Отдела классического искусства Запада Всесоюзного института истории искусств (= Российского государственного института искусствознания).
- 1994—2001 — председатель русского Шубертовского общества (с 2002 — почетный председатель и художественный руководитель).

## Основные труды
Книги
- Хохлов Ю. Н. Фортепианные концерты Ференца Листа. — М., 1953. 2-е доп. изд. — М., 1960.
- Хохлов Ю. Н. Советский скрипичный концерт. — М., 1956.
- Хохлов Ю. Н. Оркестровые сюиты Чайковского. М., 1961.
- Хохлов Ю. Н. О музыкальной программности. — М., 1963.
- Хохлов Ю. Н. «Зимний путь» Франца Шуберта. — М., 1967.
- Хохлов Ю. Н. О последнем периоде творчества Шуберта. — М., 1968.
- Хохлов Ю. Н. Шуберт. Некоторые проблемы творческой биографии. — М., 1972.
- Хохлов Ю. Н. Франц Шуберт. Жизнь и творчество в материалах и документах. — М., 1978.
- Хохлов Ю. Н. Песни Шуберта: Черты стиля. — М.: Музыка, 1987. — 302 с., нот.
- Хохлов Ю. Н. Строфическая песня и её развитие от Глюка к Шуберту. — М.: Эдиториал УРСС, 1997.
- Хохлов Ю. Н. Фортепианные сонаты Франца Шуберта. — Москва: Эдиториал УРСС, 1998. ISBN 5-901006-55-0
- Хохлов Ю. Н. «Прекрасная мельничиха» Франца Шуберта. — М.: Эдиториал УРСС, 2002. ISBN 5-354-00104-8
- Хохлов Ю. Н. Репризная и сквозная песня в немецкой и австрийской музыке конца XVIII — начала XIX века. М.: Композитор, 2009.

Статьи
(Этот раздел ещё не написан)
Составительские и редакторские работы
- Ю. Н. Хохлов — заместитель главного редактора «Музыкальной энциклопедии» (М., 1975—1982), Музыкального энциклопедического словаря (М., 1991).
- Жизнь Франца Шуберта в документах / Сост. Ю. Н. Хохлов. — М., 1963.
- Воспоминания о Франце Шуберте / Сост., перевод, предисл. и примеч. Ю. Н. Хохлова. М., 1964.
- Шуберт. Ф. Избранные песни для голоса с фортепиано в 6-ти томах / Составление и редакция Ю. Н. Хохлова . — М.: Музыка, 1975—1980.
- Русско-немецкие музыкальные связи /Ред.-сост. И. И. Никольская, Ю. Н. Хохлов. — М., 1996.
- Франц Шуберт: переписка, записи, дневники, стихотворения / Сост. Ю. Н. Хохлов. — М.: Эдиториал УРСС, 2005.
- Франц Шуберт и русская музыкальная культура / Отв. ред. Ю. Н. Хохлов. — М., 2009. ISBN 978-5-89598-219-8